# 13523 Vanhassel
13523 Vanhassel è un asteroide della fascia principale. Scoperto nel 1991, presenta un'orbita caratterizzata da un semiasse maggiore pari a 3,0415088 UA e da un'eccentricità di 0,0557438, inclinata di 5,47461° rispetto all'eclittica.